# Poelie

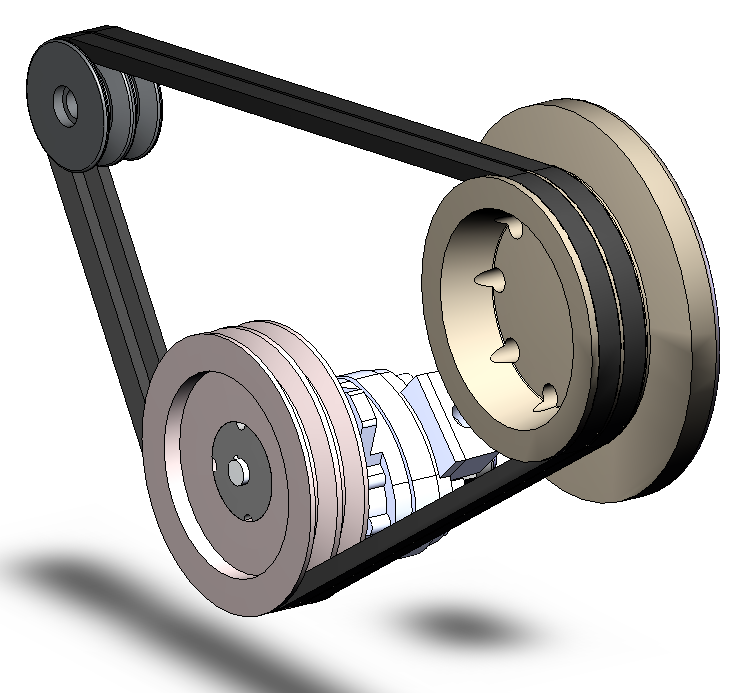
Twee parallelle V-snaren op poelies

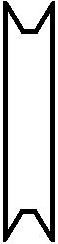
Doorsnede van een poelie

Een poelie of snaarwiel is een riem- of snaarschijf die wordt gebruikt voor de aandrijving van machines en onderdelen van voertuigen.
Doordat een poelie een V-vormige doorsnede heeft, kan een V-snaar er bij slijtage "in zakken". Door de poelie op te spannen, blijft de overbrenging gewaarborgd.
Het nadeel van aandrijving met een poelie is dat er altijd enige slip optreedt. Hierdoor kan een poelie-V-snaaraandrijving niet worden toegepast bij onderdelen waarbij de aandrijving niet mag verlopen, zoals bij nokkenassen en injectiemotoren. Het slippen van de dynamoriem over de poelie veroorzaakt soms ook een piepend geluid, vooral als de V-snaar onvoldoende gespannen is.
Als er poelies met een zeer diepe insnijding worden toegepast, waarbij – door de poeliehelften een variabele tussenafstand te geven – de riem hoger of dieper kan liggen, krijgt men een versnelling of een vertraging van de riemsnelheid. Op dit principe zijn diverse vormen van automatische of semiautomatische versnellingsbakken gebaseerd, zoals in het verleden de Rudge Multi en de DAF-Variomaat. Tegenwoordig wordt het principe toegepast in het continu variabele transmissie (CVT)-systeem.
Ook bij tandriemaandrijving spreekt men van poelies, die echter geen V-doorsnede hebben. In plaats hiervan hebben deze poelies een buitenvertanding waar de riem op draait. Deze poelies kunnen niet slippen en worden daarom wel gebruikt voor de aandrijving van onder andere nokkenassen.

## Trivia
In West-Vlaanderen wordt soms de uitdrukking op de luizepoelie leggen gebruikt. Dit wil zeggen het werk stopzetten, bijv. als het weekend wordt. Dit komt doordat een aandrijfstang meestal op een niet aangesloten, dus losdraaiende poelie zat. Als je dus de aandrijfriem van de vaste poelie naar de luizepoelie verlegt, valt de machine stil.